# لست أنا! أقسم لكم
لست أنا! أقسم لكم هو فيلم من نوع مقتبس ‏ ودراما وكوميديا أُصدر في 2008. الفيلم من إنتاج micro_scope ‏، ومن توزيع Christal Films ‏، وهو من إخراج فيليب فالاردو، أما السيناريو فكان من كتابة فيليب فالاردو وبرونو هيبير. الفيلم مقتبسٌ من C'est pas moi, je le jure! ‏ من تأليف برونو هيبير.

## القصة
تبدأ القصة بصبي يشنق نفسه على شجرة للتسلية. ليون طفل في العاشرة من عمره، يميل إلى التخريب والكذب والمقالب والسرقة، بل وحتى محاولة الانتحار. ليس بالضرورة أن يكون انتحاريًا، لكنه يلجأ إلى الانتحار للهروب من العقاب على أفعاله الأخرى. عندما كان والداه يتشاجران، أشعل النار في السرير، لمجرد إجبارهما على التوقف. تدور القصة حول تطور حب ليون، وفتاة أخرى تسكن في الجوار، اسمها ليا. تتعرض ليا للضرب باستمرار من عمها، وتحلم بطفولة طبيعية، وخاصةً بدمى باربي. لكن حبهما كان صعبًا، ففي البداية لم يستطع ليون الاعتراف بحبه لها، ولكن عندما اعترف بحبه، فاجأته ليا بقولها إنها تحب نفسها أيضًا. تنتقل والدة ليون إلى اليونان بعد خلاف حاد بينها وبين زوجها. يكافح ليون وشقيقه لقبول هذا، ويحاولان عدة طرق مختلفة للتواصل معها، مثل الهروب إلى اليونان، أو الاتصال بها، أو محاولة العثور على عنوان منزلها. يتبع ليون خطة ليا للذهاب إلى اليونان ولكن في الحقيقة تريد ليا البحث عن والدها. تهرب ليا للبحث عن والدها ولكن والدها انتقل منذ أكثر من عام، وفقًا للمرأة التي تعيش في المنزل الذي كان يعيش فيه ذات يوم. يعود ليون وليا ولكن والد ليون غاضب ويقفز ليون من حافة عالية لمحاولة الانتحار لكنه يفشل. في أحد الأيام، تصل امرأة تشبه والدة ليون من اليونان، وتنقل رسائل وهدايا منها. من المرجح أنها ابنة. كما أنها تعطي سرًا لشقيق ليون رقم هاتف والدتها، ويتصل بها عدة مرات في منتصف الليل؛ تاركًا فواتير باهظة الثمن ليتحمل ليون (الكذاب المزمن) المسؤولية عنها. تنتهي القصة بذهاب ليون إلى صالة بولينغ محلية، حيث اعتاد قضاء وقته، لكنه هذه المرة وضع رأسه حيث تصطدم كرة البولينغ بالقوالب، منتظرًا اصطدامها. ومع ذلك، يستيقظ، ويدرك أن الحياة قد لا تكون له، لكنه خُلق للحياة.

## طاقم التمثيل
- Évelyne Rompré [الإنجليزية]‏
- Antoine L'Écuyer [الإنجليزية]‏
- كاثرين برولكس، ليماي  [لغات أخرى]‏
- Daniel Brière  [لغات أخرى]‏
- Denis Gravereaux  [لغات أخرى]‏
- Jean Maheux  [لغات أخرى]‏
- ميشلين برنارد
- Pascale Desrochers  [لغات أخرى]‏
- سوزان كليمون
- غابرييل ماييه

## الإنتاج
موسيقى الفيلم التصويرية كانت من تأليف باتريك واتسون.

## وصلات خارجية
- لست أنا! أقسم لكم على موقع IMDb (الإنجليزية)
- لست أنا! أقسم لكم على موقع نتفليكس (الإنجليزية)
- لست أنا! أقسم لكم على موقع ألو سيني (الفرنسية)
- لست أنا! أقسم لكم على موقع Turner Classic Movies (الإنجليزية)
- لست أنا! أقسم لكم على موقع أول موفي (الإنجليزية)
- لست أنا! أقسم لكم على موقع فيلمافينيتي (الإسبانية)
- لست أنا! أقسم لكم على موقع قاعدة بيانات الفيلم (الإنجليزية)
- لست أنا! أقسم لكم على موقع ليتربوكسد (الإنجليزية)
- لست أنا! أقسم لكم على موقع كينوبويسك (الروسية)